# Terra Force
Terra Force (テラフォース?, Tera Fōsu) è un videogioco arcade di genere sparatutto a scorrimento, pubblicato da Nihon Bussan nel 1987. Nel 2016 è stato convertito per PlayStation 4.
Terra Force è il quarto titolo di una serie fantascientifica, che era iniziata nel 1980 con Moon Cresta. Tuttavia inizialmente il gioco si chiamava 23XX Cosmo Ranger e non era stato pensato come anello della serie.

## Trama
In seguito all'aumento del numero di persone sulla Terra, viene istituita la Federazione Galattica, che colonizza la Dodicesima Stella. Ma nel contempo sulla Sesta Stella si insedia un governo militare, Giganos, che dichiara guerra alla Federazione Galattica. Questa invia allora la navicella Gravion per sconfiggere i ribelli.

## Modalità di gioco
Il giocatore controlla la Gravion. Caratteristica di Terra Force è l'alternanza dello scorrimento, ora verticale ora orizzontale. Inoltre il gioco termina quando verranno completati gli otto livelli su cui si sviluppa, a differenza dei titoli precedenti (dove si aveva una continua ripetizione di scenari con difficoltà sempre maggiore).
Ci sono sei boss nel gioco, ma il giocatore può anche evitare di affrontarli - meno l'ultimo - se seguirà determinati percorsi. Le vite a disposizione sono tre.

## Colonna sonora
Le musiche si devono a Noboru Yoshida.